# Divide et impera
|  | Aquest article tracta sobre l'estratègia política. Si cerqueu el paradigma informàtic, vegeu «Algorisme divideix i venceràs». |

Divide et impera, llatí per a «divideix i venceràs» és una locució que resumeix una estratègia política que consisteix a atiar les divisions de l'enemic o adversari. Així fent s'intenta tornar els subgrups els uns contra els altres en comptes d'aliar-se junts contra l'enemic comú. Es tracta de trencar les forces enemigues en diferents faccions per fer-les més vulnerables.
L'expressió molt probablement no és antiga i l'autoria n'és desconeguda, tot i que l'estratègia política que descriu, ella sí que és antiquíssima. Al segle vi aC l, al llibre L'art de la guerra, Sunzi, un pensador xinès escriu que la segona millor política, després de desbaratar l'estratègia de l'enemic, és trencar les seves aliances. En la política exterior romana es pot reconèixer sens dubte, era l'essència de la política de Juli Cèsar contra les tribus de Gàl·lia, tot i que l'expressió no és seva. Es retroba en la política del rei Lluís XI de França, (1423-1483) a qui se n'atribueix la versió francesa: diviser pour régner. Nicolau Maquiavel (1469-1527) cita el mitològic rei Teseu com a exemple: va arribar al poder en explotar les divisions dels atenencs.
S'ha de distingir del tertius gaudens, el tercer rient, que sense atiar un conflicte, l'aprofita.

## Uns exemples històrics
En la política de repressió contra la llengua catalana, l'estat espanyol va conduir una activa pràctica de divide et impera. Aquest intent va tenir efectes contraris, i el concepte de la unitat de llengua es reforça des de les illes: Antoni Febrer i Cardona (1761-1841) va escriure la seva gramàtica «no sols per als Menorquins, sinó per als Mallorquins, Catalans i Valencians». Dos segles més tard, el 2021, un expresident del Partit Popular va reiterar un intent de divisió, clar com aigua: «No parlau català, parlau mallorquí, menorquí, eivissenc i formenterenc».
Historiadors de l'Índia com Shashi Tharoor, expliquen com el Raj Britànic sovint feia servir aquesta estratègia per consolidar el seu domini i evitar l'aparició del moviment independentista indi. Altres van confirmar-lo en general, però troben que manquen matisos en la posició de Tharoor. Tot i això, el principi del tertius gaudens, «si dos es barallen, un tercer ho aprofita» sembla una línia conductora de la història de l'Imperi Britànic.
Durant les dues guerres mundials, l'ocupant alemany va conduir a Bèlgica una política anomenada Flamenpolitik o política de flamencs, en donar avantatges i privilegis als flamencs, que va refusar als valons. Això va crear una divisió i una rivalitat que va tenir efectes negatius en les relacions intrabelgues fins ben entrat als anys 1960.